# WCW New Blood Rising
New Blood Rising était une manifestation télédiffusée de catch visible uniquement en paiement à la séance produite par la World Championship Wrestling. Il s'est déroulé le 13 août 2000 au Pacific Coliseum de Vancouver, British Columbia. 

## Résultats
- 3 Count (Evan Karagias, Shannon Moore, et Shane Helms) (w/Tank Abbott) def. The Jung Dragons (Kaz Hayashi, Jamie-San, et Yun Yang) dans un Ladder match (11:32)
  - 3 Count l'emportait quand Karagias décrochait les contrats au sommet.
- Ernest Miller (en) def. The Great Muta (6:47)
  - Miller a effectué le tombé sur Muta après que Tygress venait et frappait Muta avec une chaise.
- Buff Bagwell def. Kanyon dans un Judy Bagwell on a Forklift match (6:45)
  - Bagwell a effectué le tombé sur Kanyon après un Buff Blockbuster.
  - Pendant le match, David Arquette est intervenu en faveur de Kanyon.
- KroniK (Brian Adams et Bryan Clark) def. The Perfect Event (Shawn Stasiak et Chuck Palumbo), Sean O'Haire et Mark Jindrak et The Misfits in Action (General Rection et Cpl. Cajun) (avec Disco Inferno, Tygress et Rey Misterio, Jr. en tant qu'arbitres spéciaux) dans un Four Corners match pour conserver le WCW World Tag Team Championship (12:22)
  - KroniK a effectué le tombé sur Palumbo.
- Billy Kidman def. Shane Douglas (w/Torrie Wilson) dans un Strap match (8:22)
  - Kidman a effectué le tombé sur Douglas.
- Major Gunns def. Ms. Hancock dans un Rip off the Clothes match (6:43)
- Sting def. The Demon (0:52)
  - Sting a effectué le tombé sur Demon après un Scorpion Deathdrop.
- Lance Storm def. Mike Awesome (avec Jacques Rougeau en tant qu'arbitre spécial) dans un Canadian Rules match pour conserver le WCW United States Championship
  - Storm l'emportait quand Rougeau attaquait Awesome et que celui-ci ne pouvait se relever au compte de dix.
- Vampiro et The Great Muta def. KroniK (Brian Adams et Bryan Clark) pour remporter le WCW World Tag Team Championship (9:06)
  - Muta a effectué le tombé sur Clark après un moonsault.
  - Pendant le match, The Harris Brothers sont intervenus et ont attaqué KroniK.
- Kevin Nash def. Goldberg et Scott Steiner (w/Midajah) dans un Triple Threat match (10:48)
  - Nash a effectué le tombé sur Steiner après un Jacknife Powerbomb.
- Booker T def. Jeff Jarrett pour conserver le WCW World Heavyweight Championship (14:30)
  - Booker a effectué le tombé sur Jarrett après un Book End.